# 永豊文庫
永豊文庫（ヨンプンぶんこ）は、大韓民国の書店。

## 概要
ソウル特別市江南区に本社を置く大型書店であり、教保文庫とともによく知られている。1号店である鐘閣店を皮切りに全国44店舗（2024年4月現在）を展開しており、インターネット書店も運営している。一部の書店は百貨店、ショッピングモール、マートなどの中にある。全国の書店でデザイン文具、事務/学用品、デジタル製品、ライフスタイル、キャラクター/ファンシー用品などの多様な文具類を販売している。売り場には本と共に飲食できる多様なカフェやレストランが入店しており、代表的なカフェブランドであるスターバックス、リナス、貢茶、ダルコムなども入店している。また、オンラインモールで購入して当日受取ができる「ナウドリームサービス」を運営している。カカオペイ、エルポイント、オーケーキャッシュバックなどの多様な提携サービスを提供し、消費者の利便性向上を図っている。

## メンバーシップ
一般、ゴールド、プラチナムという等級に分けられたブッククラブメンバーシップがあり、等級によって特典が異なっている。